# کمیته المپیک سودان
کمیته المپیک سودان (انگلیسی: Sudan Olympic Committee) یک سازمان ورزشی است که نماینده کشور سودان در کمیته بین‌المللی المپیک می‌باشد.
این سازمان که در سال ۱۹۵۶ تأسیس شده مسئول آماده‌سازی و اعزام ورزشکاران به بازی‌های المپیک، بازی‌های المپیک جوانان و بازی‌های آفریقایی است.